# فريتز هابر
كان فريتز هابر (بالألمانية: Fritz Haber) (من مواليد 9 ديسمبر من عام 1868 وتوفي في 29 يناير من عام 1934) كيميائيًا ألمانيًا. حصل هابر على جائزة نوبل في الكيمياء عام 1918 لاختراعه طريقة هابر بوش الصناعية لإنتاج النشادر من النتروجين والهيدروجين. يعتبر هذا الاختراع شديد الأهمية في تصنيع الأسمدة والمتفجرات على نطاق واسع. يعتمد إنتاج غذاء ما يقارب نصف سكان كوكب الأرض اليوم على هذه الطريقة في صناعة الأسمدة النتروجينية. اقترح هابر مع ماكس بورن دورة بورن هابر بصفتها طريقة لتقييم طاقة الشبكة البلورية للمادة الأيونية الصلبة.

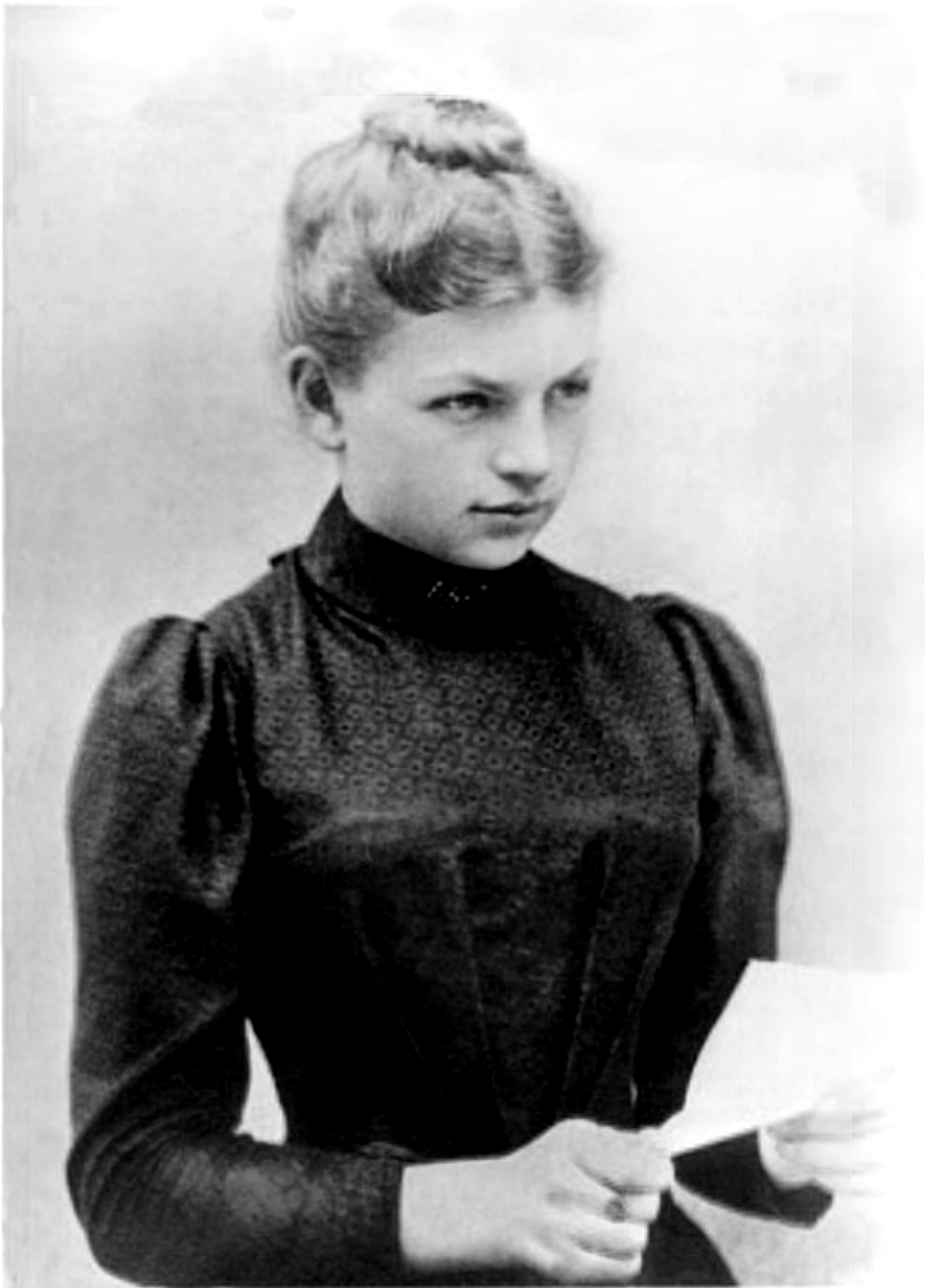
زوجة فريتز هابر كلارا إميروار

يطلق على هابر أيضًا لقب «أبو الحرب الكيماوية» بسبب سنوات عمله الطويلة في تطوير الكلور والغازات السامة الأخرى لتحويلها إلى أسلحة خلال الحرب العالمية الأولى، وخاصة خلال معركة إيبر الثانية.  

## أولى سنوات حياته وتعليمه
ولد فريتز هابر في مدينة بريسلاو (التي تعرف اليوم باسم فروتسواف، في بولندا) في بروسيا، في عائلة يهودية ميسورة الحال.:38 كان اسم العائلة «هابر» شائعًا بشكل كبير في المنطقة، ويمكن أن يرجع أصل عائلة فريتز هابر إلى الجد الأكبر، بينكوس سيليج هابر، تاجر صوف من مدينة كيمبين (التي تعرف اليوم باسم كيبنو، في بولندا). أُصدر في 13 مارس من عام 1812 مرسوم بولندي يفيد بوجوب معاملة اليهود وعائلاتهم، بما في ذلك عائلة بينكوس هابر، كـ «مواطنين محليين ومواطنين بروسيين». بموجب هذه التشريعات، تمكن أفراد عائلة هابر من إثبات أنفسهم في مناصب محترمة في البلاد، في عدة مجالات كالتجارة والسياسة والقانون.:3–5
فريتز هابر هو ابن سيغفريد هابر وبولا هابر، أبناء العمومة اللذان تزوجا رغمًا عن العديد من أفراد عائلتيهما. كان والد فريتز، سيغفريد، تاجرًا معروفًا في البلدة، وأسس شركته الخاصة العاملة في مجال الصباغة و الدهانات و المستحضرات الصيدلانية.:6 عانت بولا، والدة فريتز، من حمل صعب، وتوفيت بعد ثلاثة أسابيع فقط من ولادة فريتز، تاركة زوجها في حالة يرثى لها وابنها في رعاية خالاته.:11 تزوج سيغفريد، عندما بلغ ابنه فريتز السادسة من عمره تقريبًا، هيدفيج هامبورجر. رُزق سيغفريد من زوجته الثانية بثلاث بنات، إيلس و هيلين و فريدة. على الرغم من معاناة هابر من العلاقة التي جمعته بوالده واتسامها بالبعد والجفاء، لكنه طور علاقة وثيقة مع زوجة أبيه وأخواته غير الشقيقات.:7
في الوقت الذي ولد فيه فريتز، كانت عائلة هابر قد اندمجت إلى حد بعيد في المجتمع الألماني. التحق فريتز هابر بمدرسة جوهانيون الابتدائية المتزامنة والمفتوحة للطلاب الكاثوليك والبروتستانت و اليهود على حد سواء.:12 في سن الحادية عشر، التحق هابر بمدرسة سانت إليزابيث الكلاسيكية التي شاركه فيها أعداد متساوية من الطلاب البروتستانت واليهود.:14 دعمت عائلته المجتمع اليهودي، وواصلت تطبيق العديد من التقاليد اليهودية، دون أن تربطها بالكنيس اليهودي علاقة وثيقة.:15 فضل فريتز هابر الانتماء الألماني على الانتماء اليهودي.:15
تخرج فريتز هابر من مدرسة سانت إليزابيث الثانوية في بريسلاو في شهر سبتمبر من عام 1886.:16 على الرغم من رغبة والد فريتز في تعليمه مهنة الصباغة ليساعده في العمل بشركته، لكنه وافق على إرساله إلى جامعة فريدريس فيلهلم (التي تعرف اليوم باسم جامعة هومبولت) في برلين لدراسة الكيمياء. كان قسم الكيمياء في الجامعة تحت إشراف الكيميائي الألماني آوغست فيلهلم فون هوفمان.:17 أُصيب هابر بخيبة أمل بعد حضوره لأول الفصول الدراسية في الجامعة (شتاء عام 1886 - 1887)، وقرر الالتحاق بجامعة هايدلبرغ في الفصل الدراسي التالي (صيف عام 1887) حيث تتلمذ على يد الكيميائي الألماني روبرت بنزن.:18 عاد هابر بعدها إلى برلين، للالتحاق بالكلية التقنية في تشارلوتنبرغ (والتي تعرف اليوم باسم جامعة برلين للتكنولوجيا).:19

## الحياة الشخصية والعائلية
التقى هابر بكلارا إميرفارر في بريسلاو عام 1889، بينما كان يقضي عامه المطلوب في الجيش. كانت كلارا ابنة كيميائي يمتلك مصنعًا للسكر، وكانت أول امرأة تحصل على درجة الدكتوراه (في الكيمياء) من جامعة بريسلاو.:20 تحولت من اليهودية إلى المسيحية في عام 1897، قبل عدة سنوات من خطوبتها هي و هابر. تزوجا في 3 أغسطس 1901 ؛:46 وُلد ابنهما هيرمان في 1 يونيو 1902.:173
تظل أسباب انتحارها موضع تكهنات. كانت هناك ضغوط متعددة في العلاقة الزوجية، وقد قيل أنها عارضت عمل هابر في الحرب الكيميائية. وفقًا لوجهة النظر هذه، ربما كان انتحارها جزئيًا ردًا على إشراف هابر شخصيًا على أول استخدام ناجح لغاز الكلور خلال معركة إيبر الثانية، مما أدى إلى سقوط أكثر من 67000 ضحية. غادر هابر خلال أيام متوجهاً إلى الجبهة الشرقية للإشراف على إطلاق الغاز ضد الجيش الروسي. دُفنت كلارا في الأصل في داهلم، ونُقل رفات كلارا في وقت لاحق بناء على طلب زوجها إلى بازل، حيث دفنت بجانبه. :176
تزوج هابر من زوجته الثانية شارلوت ناثان في 25 أكتوبر 1917 في برلين.:183 أثناء السفر، كان فريتز يقيم في فندق آدلون الذي كان بالقرب من دودتش كليب. التقى فريتزفي هذه المؤسسة بشارلوتا ناثان التي كانت واحدة من الأمناء وأثارت اهتمامه بإنجازاتها على الرغم من عدم وجود خبرة واسعة أو تعليم. في اليوم الذي قابلها، كانت السماء تمطر وأعطته مظلة ليستخدمها فرد عليها "أضع المظلة بين ذراعيك ونفسي وشكري عند قدميك". أجابت: "أفضل العكس". بدءا في رؤية بعضهما البعض وسرعان ما تقدم إليها. رفضت شارلوتا الاقتراح في البداية بسبب فارق السن الكبير بينهما لكنها وافقت في النهاية. تحولت شارلوت، مثل كلارا، من اليهودية إلى المسيحية قبل الزواج من هابر.:183 كان للزوجين طفلان، إيفا شارلوت ولودفيغ فريتز ("لوتز").:186 مرة أخرى، كانت هناك صراعات، وتطلقا الزوجان اعتبارًا من 6 ديسمبر 1927.:188
عاش هيرمان هابر في فرنسا حتى عام 1941، لكنه لم يتمكن من الحصول على الجنسية الفرنسية. عندما غزت ألمانيا فرنسا خلال الحرب العالمية الثانية، هرب هيرمان وزوجته وبناته الثلاث من الاعتقال على متن سفينة فرنسية متجهة من مارسيليا إلى منطقة البحر الكاريبي. ومن هناك حصلوا على تأشيرات تسمح لهم بالهجرة إلى الولايات المتحدة. ماتت زوجة هيرمان مارغريت بعد نهاية الحرب، وانتحر هيرمان عام 1946. :182–183انتحرت ابنته الكبرى كلير عام 1949. وهي أيضًا كيميائية، قيل لها إن بحثها عن ترياق لتأثيرات غاز الكلور قد وُضع جانباً، لأن العمل على القنبلة الذرية كان له الأسبقية.
أصبح ابن هابر الآخر، لودفيج فريتز هابر (1921-2004)، اقتصاديًا بريطانيًا بارزًا وكتب تاريخ الحرب الكيميائية في الحرب العالمية الأولى، السحابة السامة (بالإنجليزية: The Poisonous Cloud)‏ (1986).
عاشت ابنته إيفا في كينيا لسنوات عديدة، وعادت إلى إنجلترا في الخمسينيات. توفيت في عام 2015، وتركت ثلاثة أطفال وخمسة أحفاد وثمانية أسباط.
توفي العديد من أفراد عائلة هابر الممتدة في معسكرات الاعتقال النازية، بما في ذلك ابنة أخته غير الشقيقة فريدا، هيلدي جلوكسمان، وزوجها، وطفليهما.:235

## الوفاة

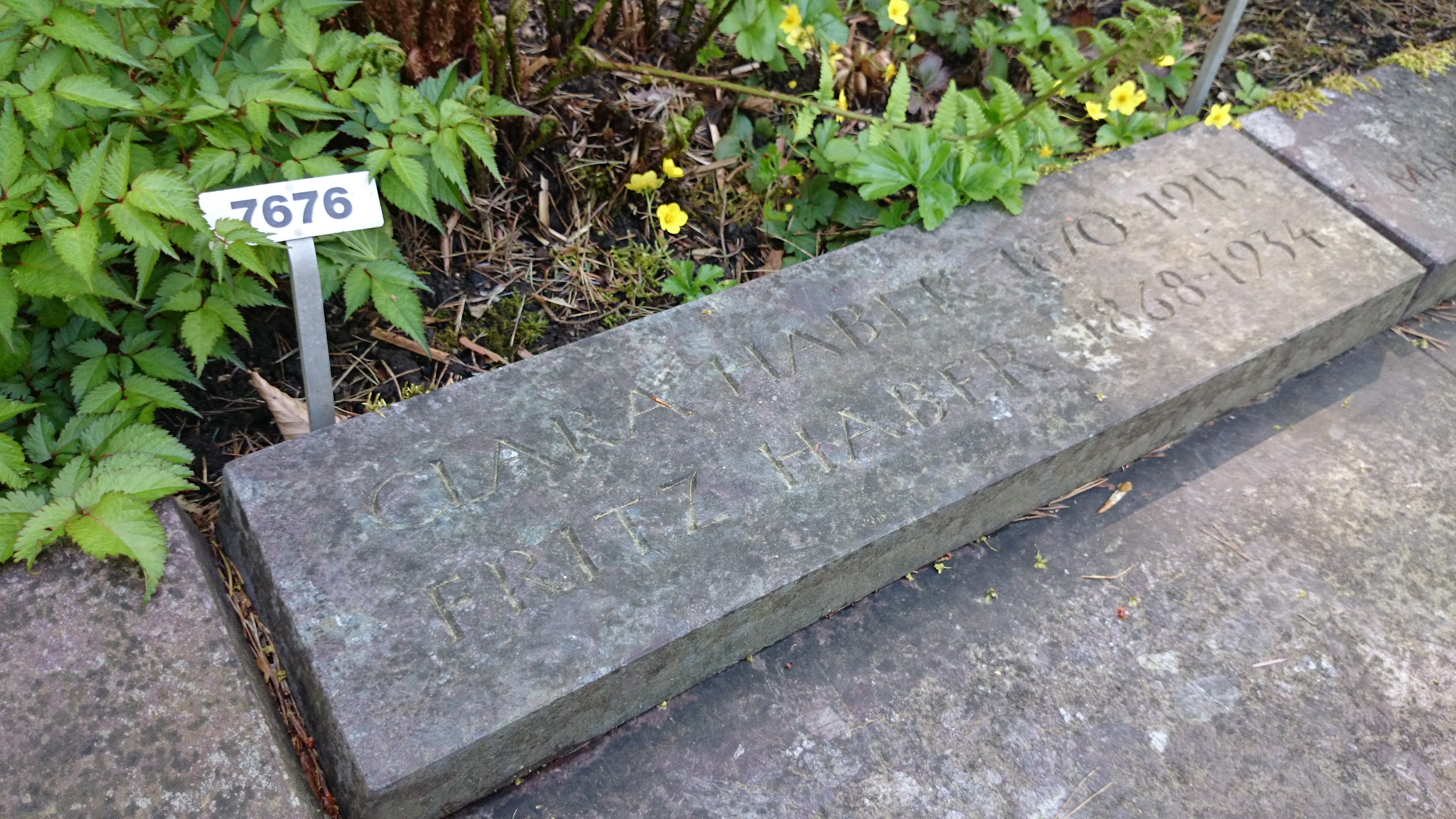
قبر فريتز وكلارا هابر (مولودة إميرفارر) في مقبرة هوهرنلي في بازل، سويسرا

غادر هابر داهلم [الإنجليزية] في أغسطس 1933، ومكث لفترة وجيزة في باريس وإسبانيا وسويسرا. كان في حالة صحية سيئة للغاية أثناء هذه الرحلات. عانى هابر على وجه التحديد من نوبات الذبحة الصدرية. يمكن أن تسبب نوبات الذبحة الصدرية المتكررة أضرارًا دائمة والتي من المحتمل أنها ساهمت في وفاته في العام التالي.:288
في غضون ذلك، ساعده بعض العلماء الذين كانوا نظراء لهابر ومنافسين له في إنجلترا خلال الحرب العالمية الأولى، مغادرة ألمانيا مع آخرين. رتب العميد هارولد هارتلي [الإنجليزية] و السير ويليام جاكسون بوب وفريدريك جي. دونان [الإنجليزية] دعوة هابر رسميًا إلى كامبريدج، إنجلترا.:287–288 عاش هابر هناك، مع مساعده جوزيف جوشوا فايس، وعمل لبضعة أشهر. :288 كان العلماء مثل إرنست رذرفورد أقل تسامحًا مع تورط هابر في حرب الغازات السامة فقد رفض رذرفورد بشدة مصافحته.
في عام 1933، أثناء إقامة هابر القصيرة في إنجلترا، عرض عليه حاييم وايزمان منصب مدير معهد زيف للأبحاث (الآن معهد وايزمان ) في رحوفوت، في فلسطين تحت الانتداب البريطاني. قَبِل، وغادر إلى الشرق الأوسط في يناير 1934، مسافرًا مع أخته غير الشقيقة إلسي هابر فريحان.:209, 288–289 غلبته صحته السيئة وتوفي في 29 يناير 1934، عن عمر يناهز 65 عامًا، بسبب قصور في القلب، في منتصف الرحلة، في أحد فنادق بازل.:299–300
رتب هيرمان، ابن هابر وكلارا، حرق هابر ودفنه في مقبرة هورنلي في بازل في 29 سبتمبر 1934، ونقل رفات كلارا من داهليم وإعادة دفنها معه في 27 يناير 1937، وذلك حسب رغبات هابر.

## التركة والإرث
ترك هابر مكتبته الخاصة الواسعة لمعهد سيف، حيث خُصصت باسم مكتبة فريتز هابر في 29 يناير 1936. ساعد هيرمان هابر في نقل المكتبة وألقى كلمة في حفل الافتتاح.:182لا تزال موجودةً كمجموعة خاصة في معهد وايزمان.
في عام 1981، أنشأت مؤسسة مينيرفا التابعة لجمعية ماكس بلانك والجامعة العبرية في القدس (HUJI) مركز أبحاث فريتز هابر للديناميات الجزيئية، ومقره معهد الكيمياء بالجامعة العبرية. الغرض منه هو تعزيز التعاون العلمي الإسرائيلي الألماني في مجال الديناميكيات الجزيئية. تُعرف مكتبة المركز أيضًا باسم مكتبة فريتز هابر، ولكن ليس من الواضح على الفور ما إذا كان هناك أي علاقة بالمكتبة السَمِيّة لمعهد سيف عام 1936 (حاليًا وايزمان).
كانت كلارا ناشطة في مجال حقوق المرأة ووفقًا لبعض الروايات، كانت من دعاة السلام. كانت ذكية وناشدة للكمال، أصبحت مكتئبة بشكل متزايد بعد زواجها وخسارة حياتها المهنية. في 2 مايو 1915، بعد مشادة مع هابر، انتحرت كلارا في حديقتهم بإطلاق النار على قلبها بمسدس خدمته [الإنجليزية]. لم تمت على الفور، وعثر عليها ابنها، هيرمان، البالغ من العمر 12 عامًا، والذي سمع طلق النار.:176

## الجوائز والتكريم
- عضو فخري أجنبي، الأكاديمية الأمريكية للفنون والعلوم (1914)[26]:152[34]
- جائزة نوبل في الكيمياء (1918)[35]
- وسام بنسن من جمعية بونسن في برلين، مع كارل بوش (1918)[36]
- رئيس الجمعية الكيميائية الألمانية (1923)[37]:169
- وسام فيلهلم إكسنر [الإنجليزية]، 1929
- عضو فخري، الجمعية الكيميائية الفرنسية (1931)[16]:152
- عضو فخري بالجمعية الكيميائية في إنجلترا (1931) [16] :152
- عضو فخري لجمعية الصناعات الكيماوية [الإنجليزية] بلندن (1931)[16]:152
- وسام رومفورد، الأكاديمية الأمريكية للفنون والعلوم (1932)[38]
- انتخب زميلًا أجنبيًا في الأكاديمية الوطنية للعلوم [الإنجليزية]، الولايات المتحدة الأمريكية (1932)[39][40][41]
- عضو فخري، أكاديمية العلوم في اتحاد الجمهوريات الاشتراكية السوفياتية (1932) [16] :152
- مجلس إدارة الاتحاد الدولي للكيمياء البحتة والتطبيقية، 1929-1933 ؛ نائب الرئيس، 1931[19]:271
- وسام غوته للفنون والعلوم [الإنجليزية] (وسام جوته للفنون والعلوم) من رئيس ألمانيا[37]

## روابط خارجية
- فريتز هابر على موقع الموسوعة البريطانية (الإنجليزية)
- فريتز هابر على موقع مونزينجر (الألمانية)
- فريتز هابر على موقع إن إن دي بي (الإنجليزية)